# 凱音布
凱音布（穆麟德轉寫：kaimbu），滿洲人，清朝政治人物、清朝禮部尚書。
曾任戶部尚書。康熙四十五年十二月乙巳，接替席爾達，擔任清朝禮部尚書，后休。由富寧安接任。有子喀爾吉善。